# Craspedortha
Craspedortha là một chi bướm đêm thuộc họ Sphingidae.

## Các loài
- Craspedortha montana - Cadiou, 2000
- Craspedortha porphyria - (Butler, 1876)